# 东升站 (中山市)
東升站，是广珠城际铁路的高架车站，位于广东省中山市東升鎮近兆龙村，在2011年1月7日啟用，2021年4月10日起停运。

## 車站結構
東升站分两层，1楼是候车厅，2楼是站台。车站规划占地面积约3,405亩，站厅面积约1,986.9平方米。
| 地上二层 | 侧式站台 | 侧式站台                          | 侧式站台 | 侧式站台 |
|          | 2站台    | 广珠城际 广州南方向（下站：小欖） |          |          |
|          | 1站台    | 广珠城际 珠海方向（下站：中山北） |          |          |
|          | 侧式站台 |                                   |          |          |
| 地面     | 站厅     | 售票处、候车区、进站口、出站口    |          |          |

## 历史
东升站于2011年1月7日随广珠城际铁路一期开通而启用。
本站开通以来，客流量长期偏低，停靠班次亦极少。2020年疫情期间，本站曾受防控措施影响，于2月6日至4月4日暂停营运。2021年4月10日全国铁路季度调图后，本站再度停运至今。